# Laurent-Désiré Kabila
Laurent-Désiré Kabila, kongovški diktatorski predsednik, * 27. november 1939, Likassi (takrat Jadotville), Belgijski Kongo, † 18. januar 2001, Zimbabve.

## Življenjepis
Laurent Kabila se je rodil v mestu Likassi, ki se je v takratnem Belgijskem Kongu imenovalo Jadotville, kot pripadnik plemena Luba. Študij politične filozofije je začel v Franciji, obiskoval pa je tudi univerzo v Dar es Salamu v Tanzaniji
Kabila je oblast prevzel z državnim udarom leta 1997 in s tem prevratom vrgel z oblasti predsednika Mobutuja Sese Seka. Po prevzemu oblasti je državo preimenoval iz Zaira nazaj v Demokratično republiko Kongo. Demokracija pa je v tej državi ostala samo v imenu. 

## Državljanske vojne in režim Laurenta Kabile
Prva državljanska vojna, ki jo je Kabila začel oktobra 1996 s pomočjo tutsijskih upornikov iz Ruande, Ugande in Burundija, se je končala leta 1997, ko je Kabila premagal Mobutuja in ga prisilil v pobeg. 
Že leta 1998 pa se je začela druga, daljša in še bolj krvava državljanska vojna. Tokrat so se med seboj spopadli prejšnji zavezniki, ki v Kabili niso našli takega voditelja, kot so ga želeli. Uganda in Ruanda sta začeli delovati proti Kabili preko upornikov, ki so ostali v Kongu še od zadnje državljanske vojne. Kabila se je po pomoč tokrat obrnil k Zimbabveju, Namibiji in Angoli, ki so mu s svojimi enotami pomagale v boju proti upornim tutsijem. Po mednarodnem posredovanju se je večina tujih enot umaknila iz Konga leta 1999, to pa ni ustavilo prelivanja krvi v tej državi. V tej vojni, ki je uradno trajala do leta 2003, je umrlo od 3,3 do 3,8 milijona ljudi. Kljub temu še danes v tej državi ni popolnega in trajnega miru.

### Režim
Kabila v svojem vladanju sicer ni bil tako krut kot Mobutu, bil pa je še vedno eden bolj zloglasnih diktatorjev afriške celine. Ljudstvu je sicer obljubil politične reforme, dialog med plemeni in splošne volitve, žal pa se nič od tega ni uresničilo. Ob tem je Kabila iz svoje vlade postopoma odstranil vse ministre, ki niso bili pripadniki njegovega plemena, politične nasprotnike pa je dal zapreti.

## Smrt in nasledstvo
Laurent Kabila je leta 2001 postal žrtev atentata. 16. januarja 2001 ga je ubil eden od njegovih telesnih stražarjev. Kabilo so takoj odpeljali na zdravljenje v Zimbabve, kjer je dva dni za tem umrl za posledicami. Na mestu predsednika ga je zamenjal njegov sin Joseph Kabila Kabange, ki je svečano prisegel 26. januarja istega leta.
V procesu proti zarotnikom je bilo sojeno 135 ljudem, od katerih jih je bilo 26 obsojenih na smrt, 64 jih je doletela zaporna kazen, 45 pa so jih oprostili.